# Psychotria thomensis
Psychotria thomensis är en måreväxtart som beskrevs av George Taylor. Psychotria thomensis ingår i släktet Psychotria och familjen måreväxter. Inga underarter finns listade i Catalogue of Life.